# Melisenda de Jerusalem
Melisenda de Jerusalem   (Jerusalem, 1 de gener de 1105 - Jerusalem, 11 de setembre de 1161) fou reina de Jerusalem. Jerusalem havia estat conquerida pels francs el 1099 durant la Primera Croada i va ser governada per una dinastia originària de la província de Rethel, a França. Melisenda era l'hereva d'aquesta dinastia, i va ser designada successora del seu pare Balduí II de Jerusalem abans del 1129.

## Biografia
Melisenda era la filla gran de Balduí II de Jerusalem, un croat franc, i Mòrfia de Melitene, una noble armènia de fe grega ortodoxa. Els pares de Melisende probablement es van casar l'any 1100 segons l'historiador Bernard Hamilton; Deborah Gerish situa el naixement de Melisende cap al 1109. Melisenda i dues de les seves germanes, Alícia i Hodierna, van néixer mentre el seu pare, també conegut com Balduí II, era el comte d'Edessa. El 1118 Balduí va fer un pelegrinatge a Jerusalem; va arribar per trobar que el seu cosí El rei Balduí I havia mort i va ser proclamat nou rei de Jerusalem. Melisenda va guanyar una altra germana, Ioveta, després que els seus pares fossin coronats rei i reina el 1119.
Durant el regnat del seu pare Balduí II de Jerusalem va ser nomenada filio regis et regni Jerosolimitani haeres (filla del rei i hereva del Regne de Jerusalem); destacà per sobre d'altres nobles i clergues cristians en ocasions cerimonials; incrementà l'associació amb el seu pare en els documents oficials, fins i tot en l'encunyació de moneda, la concessió de feus i altres formes de mecenatge, i en la correspondència diplomàtica. Balduí va educar la seva filla com a digna successora, amb el suport de l'Haute Cour, una mena de consell reial que comprenia la noblesa i el clergat del regne. Tanmateix, Balduí també pensava que hauria de casar Melisenda amb un poderós aliat per protegir i salvaguardar l'herència de la reina i els seus futurs hereus. La seva intenció era cercar un consort per a la seva filla. Balduí va triar Folc V d'Anjou, comte d'Anjou, un conegut comandant militar i croat. El fill de Folc, Jofré V d'Anjou, estava casat amb l'emperadriu Matilde d'Anglaterra, filla i hereva d'Enric I d'Anglaterra i vídua de l'emperador Enric V d'Alemanya. Al llarg de les negociacions Folc va insistir que havia de governar conjuntament amb Melisenda, i comptà amb l'aquiescència de Balduí a aquestes demandes. Sent Folc relativament ric (fins i tot per ser un croat), aportaria tropes i l'experiència militar obtinguda en la defensa de Jerusalem.
Melisenda tingué un fill i hereu el 1130, el futur Balduí III de Jerusalem. Com a indicació de les intencions de Balduí II per fer Melisenda única reina i per enfortir la seva posició, feu que Melisenda fos designada com a tutora única del jove Balduí.
| «                | l'imperi del regne es va mantenir en el poder de la dama Melisenda, una reina estimada per Déu, a qui va passar per dret hereditari. | » |
| — Guillem de Tir | |   |

Després de la mort del seu pare el 1131, Melisenda i Folc van ascendir al tron conjuntament. Tanmateix, amb l'ajut dels seus cavallers croats Folc va excloure la reina de la concessió de títols i altres formes de mecenatge, i va desestimar públicament la seva autoritat. Aquest tractament de la reina va irritar els membres de l'Haute Cour.
El 1144 el comtat croat d'Edessa fou assetjat en una guerra fronterera contra Imad ad-Din, Zengi, que va amenaçar la seva supervivència. La reina Melisenda va respondre a la crida enviant un exèrcit dirigit per Manassès de Hierges, Felip de Milly i Elinand de Bures, però Ramon de Poitiers, el príncep d'Antioquia, no va atendre la crida perquè lluitava contra de l'Imperi Romà d'Orient a Cilícia, però tot i l'ajut, Edessa va caure. Melisenda va escriure al papa, i Eugeni III va convocar una Segona Croada dirigida per Lluís VII de França i Conrad III d'Alemanya, però va acabar en desastre el 1148 i Edessa mai va ser recuperada.